# زنبور درودگر
زنبورهای درودگر یا زنبورهای نجار (به انگلیسی: Carpenter bee) (نام علمی: Xylocopa)، نام یک سرده از بالاخانواده زنبورواران است. این زنبور از لحاظ شکل و قیافه شباهت زیادی به زنبور عسل دارد و رنگ این حشرات سیاه و زرد و سینه آنها زرد و شکم آن‌ها سیاه است. اندازه طول بدن این زنبورها یک اینچ در حدود ۲٫۵ سانتی‌متر است. زنبورهای نجار ماده می‌توانند نیش بزنند، البته تا زمانی که شما تهدیدی برایشان محسوب نشوید یا لانه زنبورها را تخریب نکنید، با شما کاری نخواهند داشت؛ گزیدگی آن‌ها همانند دیگر زنبورها بوده، ولی زنبورهای نر آن‌ها فاقد نیش می‌باشند. ظاهر زنبور نجار که از داخل چوب بیرون می‌آید، مردم را به وحشت می‌اندازد ولی زنبور نر برخلاف صدای عجیب بال‌زدنش خطری ندارد و مثل مورچه خانگی بی‌آزار است؛ ولی از زنبور ماده کارگر دوری کنید چون ممکن است خطر آفرین باشد و موجب گزیدگی شما شود. این زنبورها می‌توانند در چوب‌های نرم، سوراخی به اندازه ۱٫۵ سانتی‌متر، برای لانهٔ خود حفر کنند. زنبورهای نجار، همانند دیگر زنبورها نقش مفیدی در گرده افشانی گل‌ها و گیاهان در باغ‌ها و طبیعت ایفا می‌کنند که سبب ازدیاد محصولات کشاورزی می‌شود.